# Espers (gruppo musicale)
Gli Espers sono un gruppo musicale psychedelic/folk statunitense proveniente da Filadelfia. Il gruppo si ispira principalmente alla tradizione del folk inglese di matrice Fairport Convention con aggiunta di una forte componente di folk psichedelico statunitense rivitalizzato nel nuovo millennio dal movimento New Weird America.

## Storia del gruppo
Si sono formati nel 2002 originariamente come trio composto da Greg Weeks (cantautore con 2 album alle spalle da solista), Brooke Sietensons e Meg Baird che si è poi espanso fino a diventare un sestetto con l'entrata di Otto Hauser, Helena Espvall e Chris Smith.
Il loro omonimo album di debutto (Espers, 2004) stampato in origine in sole 300 copie, ebbe un buon successo in ambito underground e fu ristampato dalla Locust. Dopo il singolo Riding venne pubblicato sempre per Locust l'album di cover, The Weed Tree, nel 2005.
Il gruppo firma per la Drag City, con la quale pubblica nel 2006 il terzo album II, mentre il quarto album III è del 2009.
Oltre a Weeks anche altri componenti del gruppo affiancano una propria carriera solista, Helena Epsvall pubblica Nimis & Arx nel 2005 ed assieme a Masaki Batoh l'album Helena Epsvall & Masaki Batoh (Drag City, 2008). Meg Baird pubblica nel 2008 con Drag City, Dear Companion ed assieme alla sorella Laura, Lonely Town a nome The Baird Sisters.

## Discografia

### Album
- 2004 - Espers - (Time-Lag, ristampato da Locust)
- 2005 - The Weed Tree - (Locust)
- 2006 - II - (Drag City)
- 2009 - III - (Drag City)

### Singoli
- 2005 - Riding/Under the Waterfall (7") (Locust)